# Nocturnes, opus 37 de Chopin

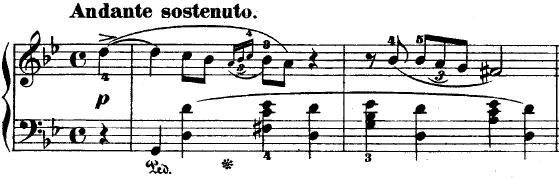
Début de l'Opus 37 No. 1.

Les Nocturnes, op. 37, sont un ensemble de deux nocturnes pour piano solo écrits par Frédéric Chopin en 1839 lors de son séjour à Majorque avec l'écrivaine George Sand, et publié en 1840. De manière inhabituelle, aucune des deux pièces ne porte de dédicace.
Cet ensemble de nocturnes était à l'origine considéré comme l'un des meilleurs ensembles, mais sa popularité a lentement diminué au cours du vingtième siècle. Blair Johnson maintient cependant que ces pièces sont encore « de merveilleux spécimens, étant une sorte d'hybride entre l'Opus 27, plus dramatique, et les textures et ambiances beaucoup plus simples de l'Opus 32 ». Robert Schumann a déclaré qu'ils étaient « de ce genre plus noble sous lequel l'idéalité poétique brille de manière plus transparente ». Schumann a également déclaré que « les deux nocturnes diffèrent de ses précédents, principalement par une plus grande simplicité de décoration et une grâce plus tranquille ».
Gustav Barth a commenté que les nocturnes de Chopin sont des signes évidents de « progrès » par rapport aux nocturnes originaux de John Field, bien que les améliorations ne concernent « pour la plupart que la technique ». Cependant, David Dubal estime que les pièces sont « plus justement décrites comme des ballades en miniature ».

## No1, en sol mineur
Le Nocturne en sol mineur est initialement marqué comme andante sostenuto et est en 
. À la mesure 41, la tonalité passe à Mi♭ majeur et revient à sol mineur à la mesure 67. La pièce, d'une longueur totale de 91 mesures, se termine par une tierce picarde et est de forme ternaire. L'un des élèves de Chopin a affirmé que Chopin lui-même avait oublié de marquer l'augmentation du tempo pour le choral, ce qui a conduit à jouer cette section trop lentement.

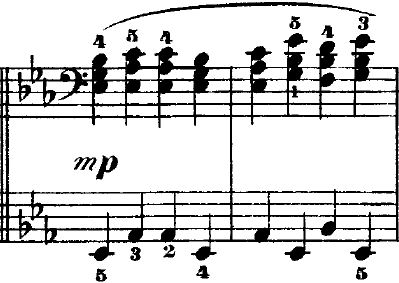
La section médiane de l'Opus 37 n° 1

James Friskin a commenté que le nocturne est « l'un des nocturnes les plus simples » et qu'il est similaire au Nocturne en sol mineur, op. 15, n° 3, en ce sens qu'il « présente des passages d'accords legato similaires dans la section contrastée », bien que ce nocturne « ait une ligne mélodique plus ornementale ». Dubal est également d'accord pour dire que le nocturne est « de moindre importance ». Les critiques, ont souvent souligné l'allusion potentielle à la religion dans la section centrale. Maurycy Karasowski a commenté que la section du milieu a « une atmosphère d'église dans les accords ». Johnson a également estimé que les accords étaient « de type choral » et a commenté que « certains biographes ont estimé que cette musique représentait la foi de Chopin dans le pouvoir consolateur de la religion ».

## No2, en sol majeur

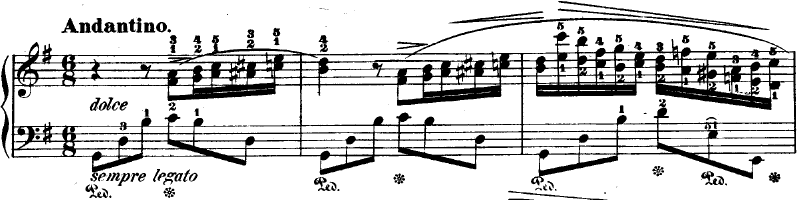
Début de l'Opus 37 No. 2

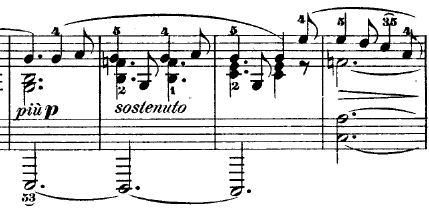
Deuxième thème de l'Opus 37 No. 2

Le Nocturne en sol majeur est initialement marqué comme andantino et est en mesure 
, et le reste pendant les 139 mesures. Il est écrit dans le style d'une barcarolle vénitienne, qui, selon Dubal, est engendré par les « tierces et sixtes euphoniques » du thème principal. Huneker a fait remarquer que « les pianistes prennent généralement la première partie trop vite et la seconde trop lentement » et jouent le morceau comme une étude. Friskin a commenté que les sixièmes « nécessitent une attention particulière pour obtenir un contrôle de tonalité uniforme ». La pièce présente la structure A-B-A-B-A, quelque peu inhabituelle pour un nocturne de Chopin. La mélodie en tierces et sixtes est également inhabituelle, tous les autres nocturnes de Chopin s'ouvrant sur des mélodies à une voix.
Le nocturne a été acclamé comme l'une des plus belles mélodies que Chopin ait jamais composées. Karasowski et Huneker sont tous deux d'accord avec cette évaluation ; Karasowski affirme que « l'on ne peut jamais écouter [le nocturne] sans ressentir l'émotion et le bonheur les plus profonds ». et Huneker a commenté que le nocturne était « peint avec le pinceau le plus éthéré de Chopin ». Frederick Niecks a également trouvé que la pièce avait « une belle sensualité ; elle est succulente, douce, arrondie, et non sans un certain degré de langueur ». Pour Blair Johnson, le thème est « certainement une incarnation musicale de la doctrine du moins c'est plus ». Johnson a également déclaré que « quelque chose du climat méditerranéen plus chaud s'est glissé dans la plume du compositeur », en référence au séjour de Chopin sur l'île de Majorque. Niecks a également déclaré que le nocturne « envoûte et désenvoûte », faisant référence à l'opinion autrefois populaire selon laquelle la musique de Chopin pouvait agir comme un aphrodisiaque.